# Haliclona bulbifera
Haliclona bulbifera är en svampdjursart som först beskrevs av Schwartschevsky 1905.  Haliclona bulbifera ingår i släktet Haliclona och familjen Chalinidae. Inga underarter finns listade i Catalogue of Life.